# Ricardo Páez
Ricardo David Páez (Acarigua, 9 febbraio 1979) è un allenatore di calcio ed ex calciatore venezuelano, di ruolo centrocampista, attuale tecnico del Miami United.

## Biografia
È il figlio del tecnico venezuelano Richard Páez.

## Carriera

### Club
Debutta giovanissimo nell'Universidad de Los Andes, dove gioca per un solo anno, fino al 1997, quando si trasferisce in Belgio, allo Standard Liegi; rimane la sua unica esperienza europea fino al suo approdo in Romania, al Politehnica Timisoara, nel 2005; nella sua carriera ha giocato per 16 club.

### Nazionale
Con la nazionale di calcio venezuelana ha giocato dal 2000 al 2007, disputando tre edizioni della Copa América.

## Palmarès

### Giocatore

#### Competizioni nazionali
- Campionato argentino: 1

Boca Juniors: Apertura 1998
- Copa Venezuela: 1

Mineros: 2011
- Liga de Ascenso: 1

San Luis: Verano 2002